# 多吉扎·江白洛桑
多吉扎·江白洛桑（藏語：རྡོ་རྗེ་བྲག་འཇམ་དཔལ་བློ་བཟང་，威利转写：rdo rje brag 'jam dpal blo bzang，1937年—2024年2月26日），全名为多吉扎·仁增钦摩·江白洛桑晋美南卓嘉措，男，藏族，西藏拉萨人，第十世多吉扎活佛（即多吉扎·仁增钦摩）。

## 生平
多吉扎活佛是位于西藏自治区山南地区的藏传佛教宁玛派“北传”支系的祖寺多吉扎寺（金刚寺）的寺主活佛。
1956年后，他曾历任中国佛教协会西藏分会副会长，西藏自治区宗教局副局长，中国佛教协会常务理事、副会长，西藏自治区政协委员、常委、副主席。